# 平陵站
平陵站（：／ Pyeongneung yeok */?）曾經为韩国铁路岭东线上的一座鐵路站，位于江原道东海市泉谷洞，已于1969年废止。

## 历史
- 1961年5月5日，落成使用。
- 1969年6月23日，停止使用[1]。